# Université Zitouna
L'université Zitouna (arabe : جامعة الزيتونة) est une université tunisienne basée à Montfleury (Tunis) mais qui fut pendant plus d'un millénaire située au sein de la grande mosquée Zitouna.
Selon l'historien Hassan Hosni Abdelwaheb et si on se réfère à la date de la construction de la mosquée, la Zitouna serait le plus ancien établissement d'enseignement du monde arabe puisqu'une médersa y est fondée dès 737.
Parmi ses enseignants ou étudiants illustres du Moyen Âge figurent Sidi Ali Ben Ziyad, le théologien malikite Ibn Arafa, le précurseur de la sociologie Ibn Khaldoun et son frère l'historien Yahya Ibn Khaldoun ou le voyageur Abdallah Tijani qui rédigea un récit de voyage satirique au XIVe siècle ; plusieurs savants andalous viennent y donner des cours comme Ibn al-Abbar (mort en 1259), Ibn Usfur (mort en 1270), Hazim de Carthagène (mort en 1285), Ibn al-Gammaz (mort en 1293) ainsi que le mathématicien Al-Abili (mort en 1356).
Mohamed Tahar Ben Achour, Tahar Haddad, Abdelaziz Thâalbi, le juriste et magistrat Mohammed Ben Ammar, le réformateur algérien Abdelhamid Ben Badis, l'historien algérien Abou El Kacem Saâdallah, le président algérien Houari Boumédiène ou encore Abou el Kacem Chebbi y étudient également à l'époque moderne.

## Médersa
Fondée en l'an 120 de l'hégire (soit l'année 737), cinq ans après la fondation de la mosquée du même nom, la médersa de la Zitouna était un lieu de science où l'on dispensait un enseignement à la fois religieux (jurisprudence de rite malikite, hadiths et Coran) mais aussi littéraire et scientifique. Entre le IXe et le XIe siècle, bien qu'elle fût déjà un lieu d'enseignement notable, la Zitouna n'était pas encore la principale université de l'Ifriqiya, un rôle dévolu à la première mosquée de Tunisie et de tout l'Occident musulman : la grande mosquée de Kairouan considérée comme le centre d'érudition le plus important et le plus prestigieux du Maghreb.

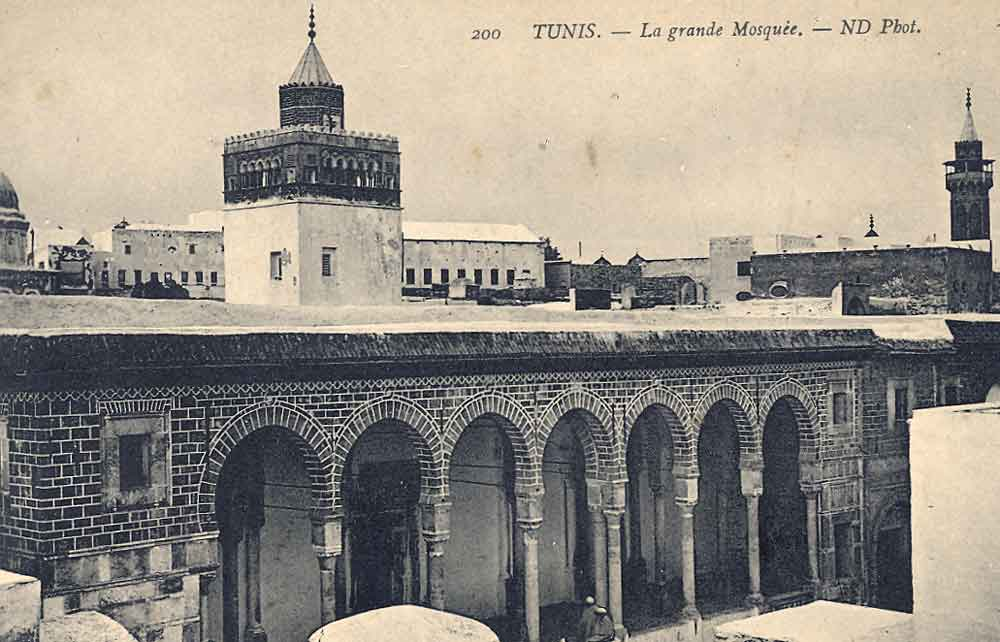
Mosquée Zitouna, en 1890 avec l'ancien minaret, lieu des cours avant 1960.

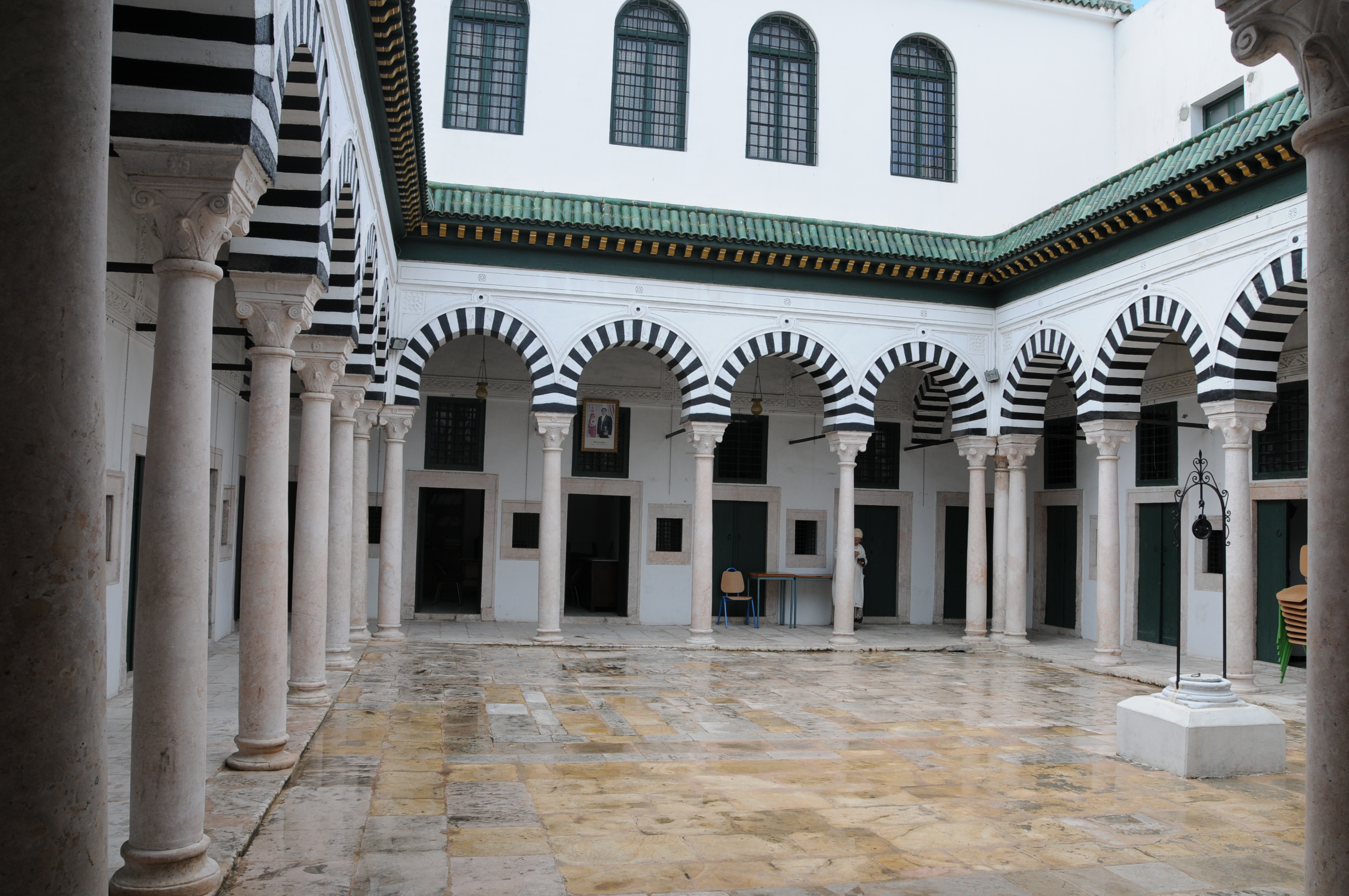
Patio du Dar Soulaimania, annexe de la médersa, avant 1960.

À partir des XII-XIIIe siècles, le déclin de Kairouan à la suite des invasions hilaliennes, le choix de Tunis comme capitale de l'Ifriqiya dès la période almohade et surtout l'avènement de la dynastie hafside ont pour conséquence le déplacement du centre de gravité intellectuelle vers la Zitouna. Elle abrite également une bibliothèque importante qui remonte aux premiers siècles d'existence de la mosquée. Les chroniqueurs rapportent qu'une partie de celle-ci a brûlé lors du sac de Tunis par les armées de Charles Quint en 1535.
Les enseignements y étaient délivrés par des cheikhs adossés à l'une des colonnes, au centre d'un cercle d'étudiants. Malgré cette apparente simplicité, l'enseignement connaissait une organisation complexe où tout était codifié et ordonné selon un rituel précis : nombre d'heures d'enseignement, nombre d'élèves par professeur, disciplines, et surtout délivrances des diplômes après un examen dans la grande salle de prière de la mosquée, devant un jury composé de tous les cheïkhs de la Zitouna ainsi que des professeurs et parfois même de ministres et de notables de la médina. Après un cycle de quatre ans, l'étudiant obtient un diplôme appelé ijaza et, après un cycle de sept ans, le prestigieux diplôme appelé tatwi.
Ahmed Ier Bey restaure l'ancienne bibliothèque vers 1840, en y intégrant de nouvelles publications de sciences modernes, sous l'influence de Mahmoud Kabadou ; elle porte le nom de bibliothèque El Ahmadiyya.
Par la suite, la bibliothèque est enrichie grâce au ministre Kheireddine qui y ajoute de nombreux volumes provenant de diverses médersas et zaouïas de la régence.

## Réformes en pleine agitation nationaliste
Les premières réformes de l'institution datent de 1856 mais c'est Sadok Bey qui amorce les premiers véritables changements dans le rôle de l'université qui se manifestent par le décret qu'il promulgue le 26 décembre 1875.
Celui-ci spécifie les matières et les ouvrages destinés à l'enseignement ; à cela s'ajoute la création du collège Sadiki, où tous les enseignants sont issus de la Zitouna.
Au début du XXe siècle, la Zitouna profite également des réformes modernistes impulsées par l'élite intellectuelle qui a fondé l'association de la Khaldounia avec trois membres du mouvement des Jeunes Tunisiens : Abdeljelil Zaouche, Ali Bach Hamba et Hassen Guellaty. Attentifs aux grèves tenues à l'université al-Azhar en 1909, à l'attitude de Taha Hussein et aux cours modernes dispensés dans le même temps à la Khaldounia, 800 étudiants de la Zitouna organisent dès 1910 d'importantes grèves ainsi que des meetings, réclamant la modernisation de l'enseignement et la constitution d'une commission de réformes,.
Cette commission voit finalement le jour en 1945, sous la présidence de Mohamed Tahar Ben Achour et composée de Mohamed Salah Ben Mrad ainsi que d'autres savants tunisiens renommés et des membres actifs du mouvement national. Cette commission insiste pour inscrire obligatoirement au programme les disciplines scientifiques modernes et les langues étrangères, pour réviser les méthodes pédagogiques par la mise en place d'un enseignement écrit, d'horaires réguliers et précis et d'une diminution de la longueur du cycle d'études. Un contrat est signé en 1947 entre cette université et la Khaldounia pour que soit créé, au sein de la Zitouna, des postes d'enseignement en sciences physiques et naturelles, en histoire-géographie et en philosophie. Les réformateurs insistent également pour obtenir leur exonération de la mejba et leur exemption du service militaire. Le processus de réforme de l'université causa du souci aux autorités du protectorat ; l'administration accusa ainsi les Jeunes Tunisiens d'avoir organisé l'agitation des étudiants zitouniens.

## Nouveau statut sous la république
À la suite de l'indépendance du pays, le 20 mars 1956, le président Habib Bourguiba met fin au lien entre l'université et la mosquée,. Une université moderne est établie le 26 avril de la même année mais elle est remplacée par une faculté de charia et théologie, le 1er mars 1961, devenant ainsi une composante de l'université de Tunis. L'institution accueille quelque 1 500 étudiants en 2008-2009.
En 1987, sous l'impulsion du président Zine el-Abidine Ben Ali attentif aux revendications des islamistes, trois instituts sont créés et associés pour former la nouvelle université Zitouna : l'Institut supérieur de théologie (ar) qui commence ses activités en 1988, l'Institut supérieur de la civilisation islamique (ar) abrité dans l'ancienne médersa El Tawfikia et le Centre d'études islamiques de Kairouan.